# Luanda (prowincja)
Luanda – jedna z prowincji Angoli, znajdująca się w zachodniej części kraju, nad Oceanem Atlantyckim. Z powierzchnią 18 835 km² jest najmniejszą angolską prowincją, jednocześnie najbardziej zaludnioną. Liczy 7 milionów mieszkańców, a jej stolicą jest Luanda. 
Od strony lądu otacza ją prowincja Bengo, a część ich granicy wyznacza rzeka Kuanza. 
Na obszarze prowincji znajduje się Park Narodowy Quiçama. 

## Podział administracyjny
Prowincja podzielona jest na 7 hrabstw:
| - Cacuaco - Belas - Cazenga - Ícolo de Bengo - Luanda - Kissama - Viana |